# 长乐门
34°15′39″N 108°58′01″E / 34.26088°N 108.96689°E

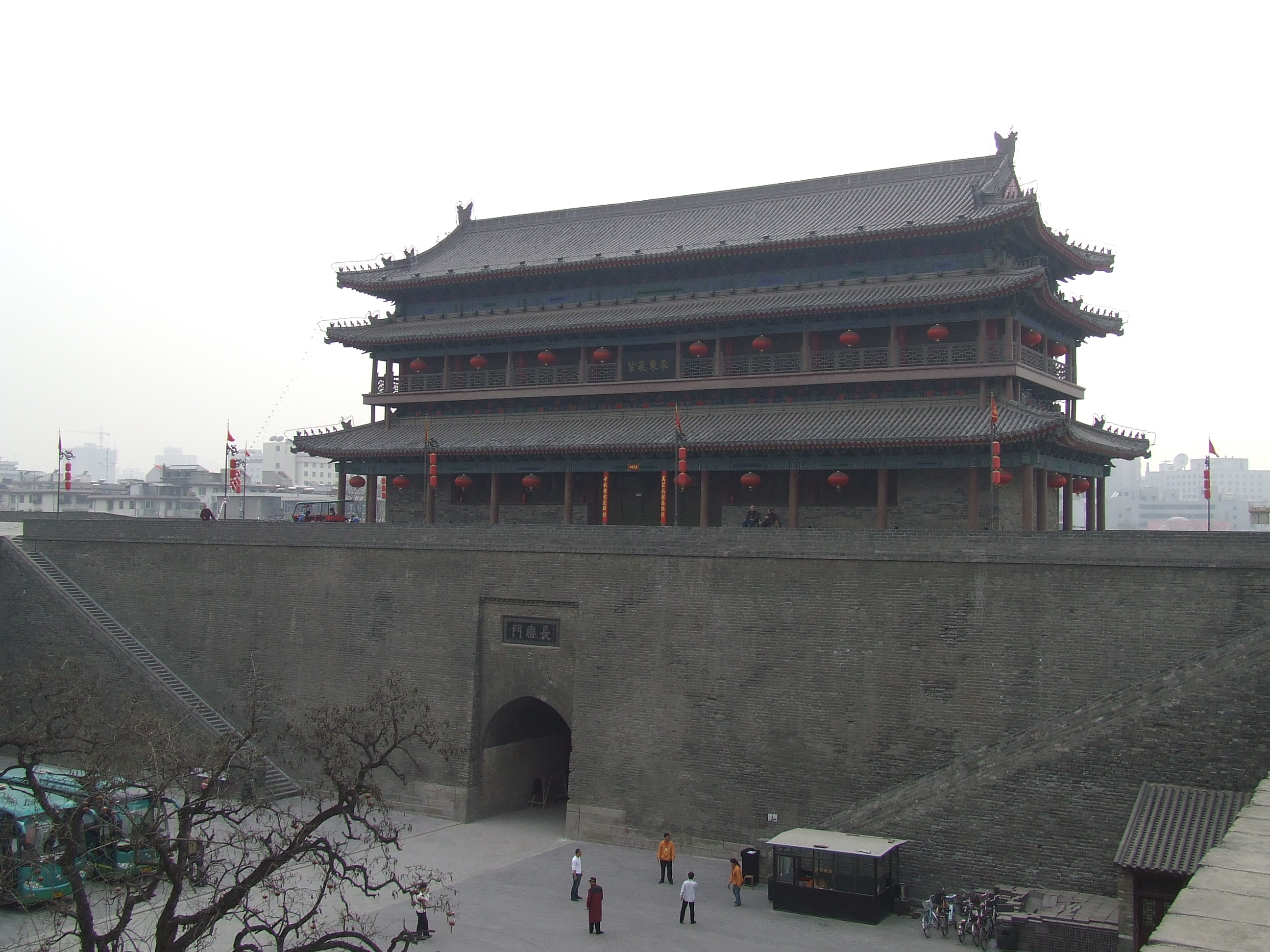
东门长乐门瓮城上，长乐门正楼

长乐门，是西安城墙正东门，位于东城墙中部偏南。明洪武初扩建西安府城时新建长乐门。长乐门正楼门洞，现存民国元年6月（1912年），陕西都督张凤翙所题写的门楣。

## 历史
明洪武七年至十一年（1374年至1378年），扩建西安府城时新建长乐门，后历清代、民国，沿袭至今。
今长乐门存瓮城、箭楼、正楼及二重门洞。
- 长乐门闸楼，始建于明崇祯九年（1636年）。民国初年，因于护城壕上架设桥梁，拆除闸楼及吊桥、月城。现已无存。

- 长乐门箭楼，始建于明洪武十一年（1378年）。后经历代多次修葺改建，沿袭至今。

- 长乐门正楼，始建于明洪武十一年（1378年）。明弘治十四年（1501年）地震中受损。嘉靖五年（1526年）重修。崇祯十六年（1643年），李自成军攻打西安时焚毁。清顺治十三年（1656年），陕西巡抚陈极新主持重建。民国时期，长乐门正楼长期驻军，出于军事防御需要，对城楼进行了较大改造。1994年，长乐门正楼启动维修工程，此前楼体已严重倾斜，屋面塌陷，大面积渗漏。维修后的长乐门正楼恢复了明清旧制，沿袭至今。

- 长乐门门洞，现已不再承担城市交通作用。1952年，于城门两侧各开挖一处豁口，供车辆行人通行。1986年，修复两侧豁口处城墙，并各砌三个券洞。

## 地理位置
门外道路为东关正街，门内为东大街。

## 图片集

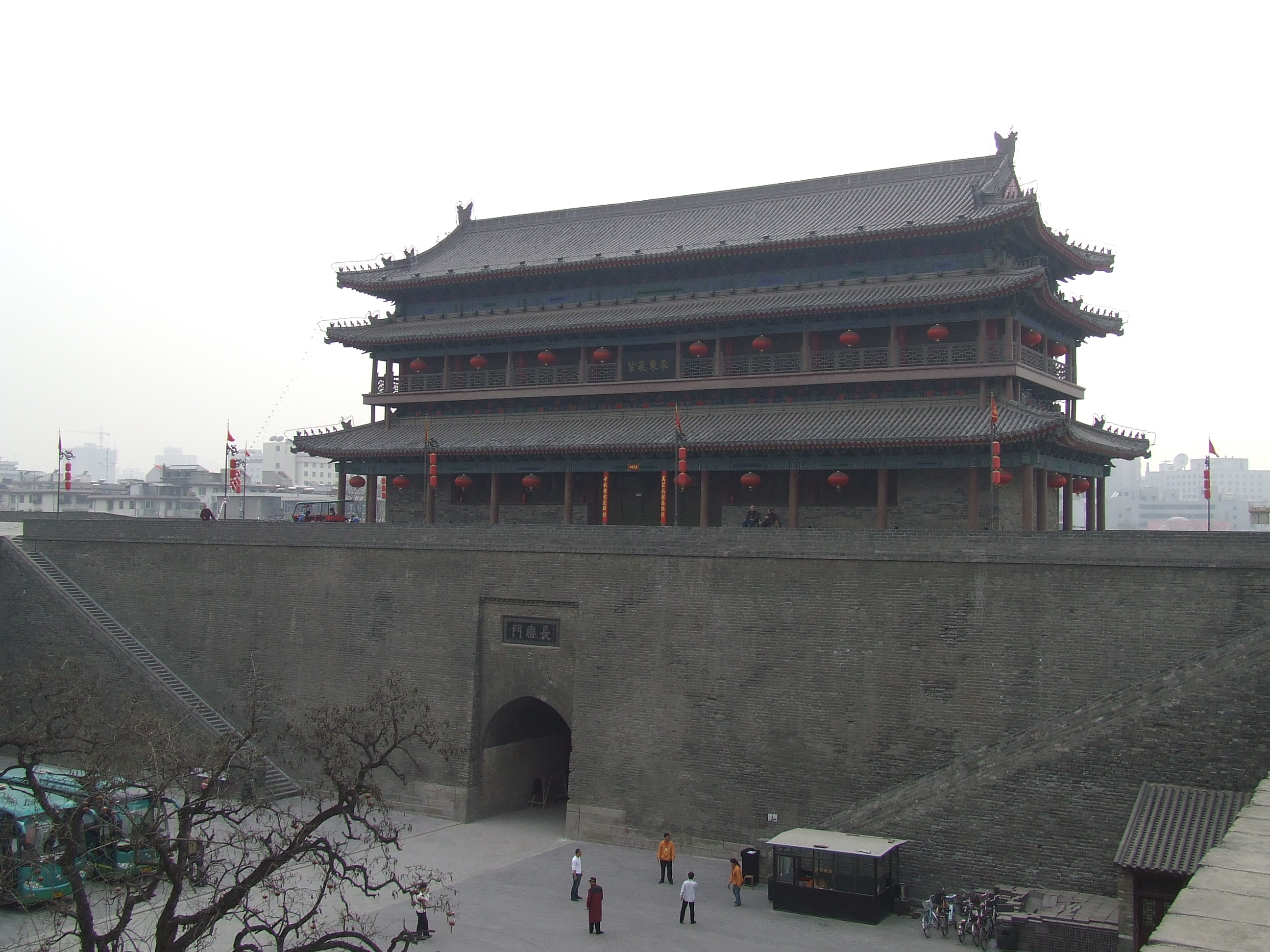
长乐门瓮城上，长乐门正楼
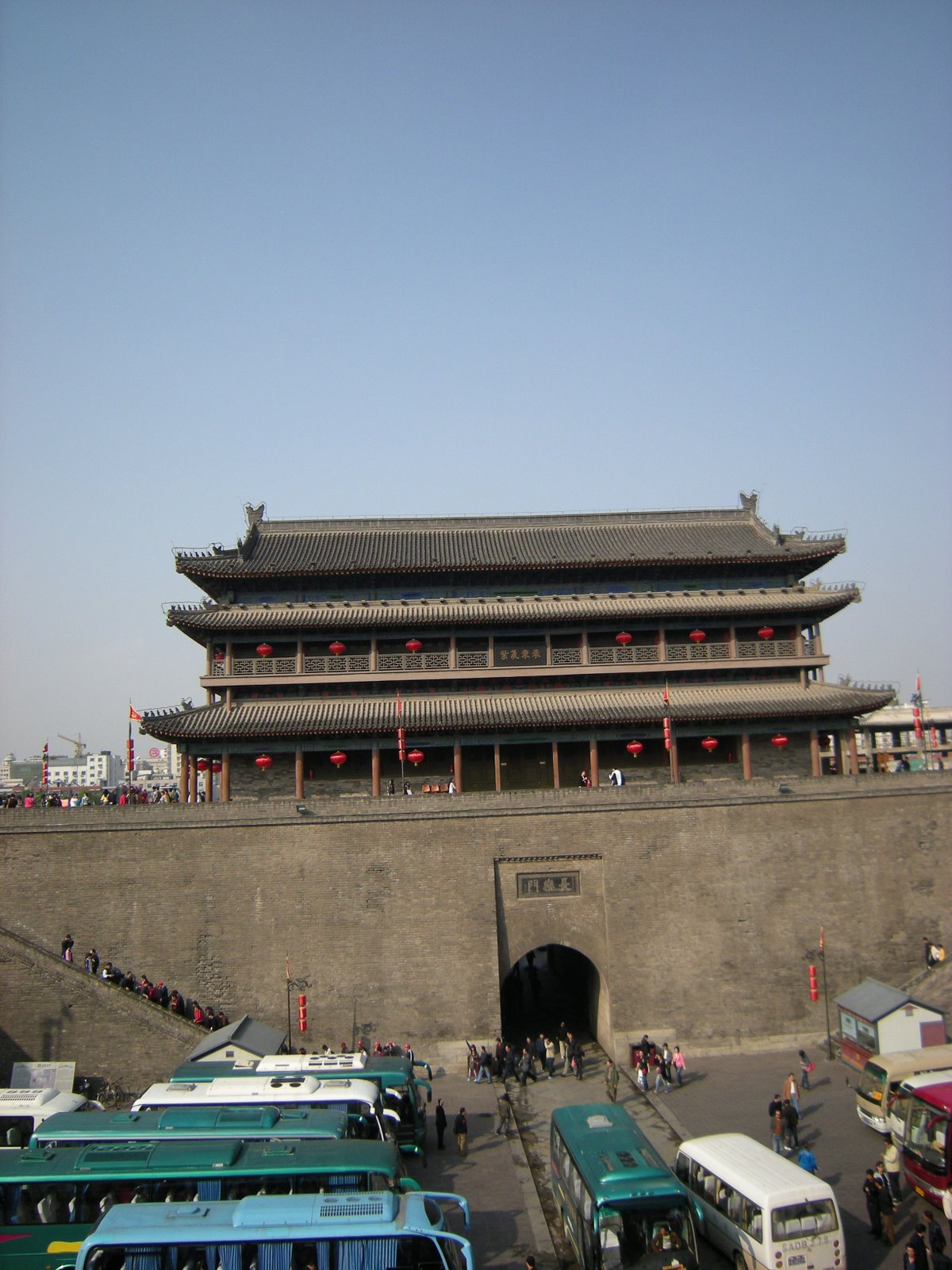
长乐门瓮城上，长乐门正楼
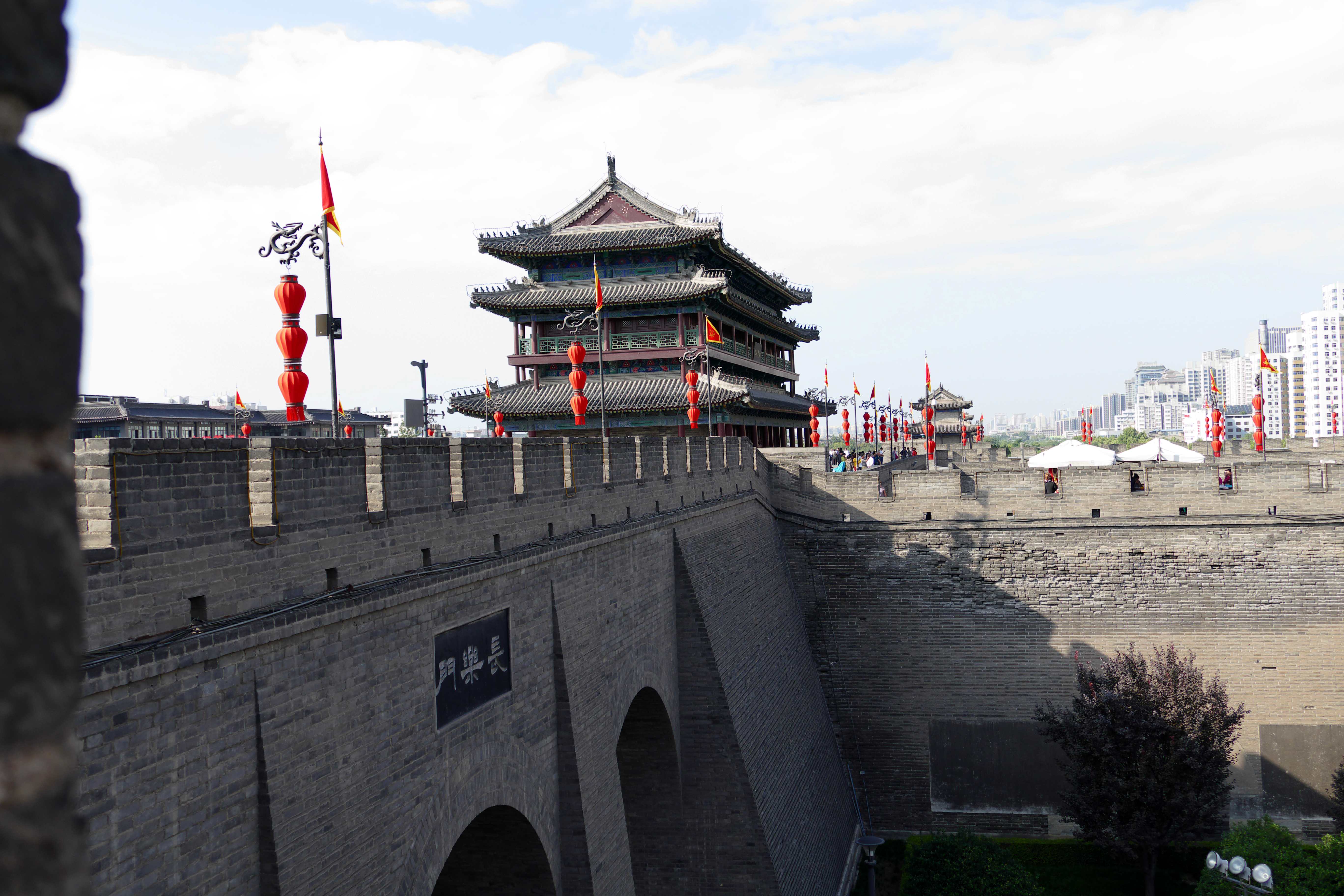
长乐门瓮城南侧，城下为另辟券洞
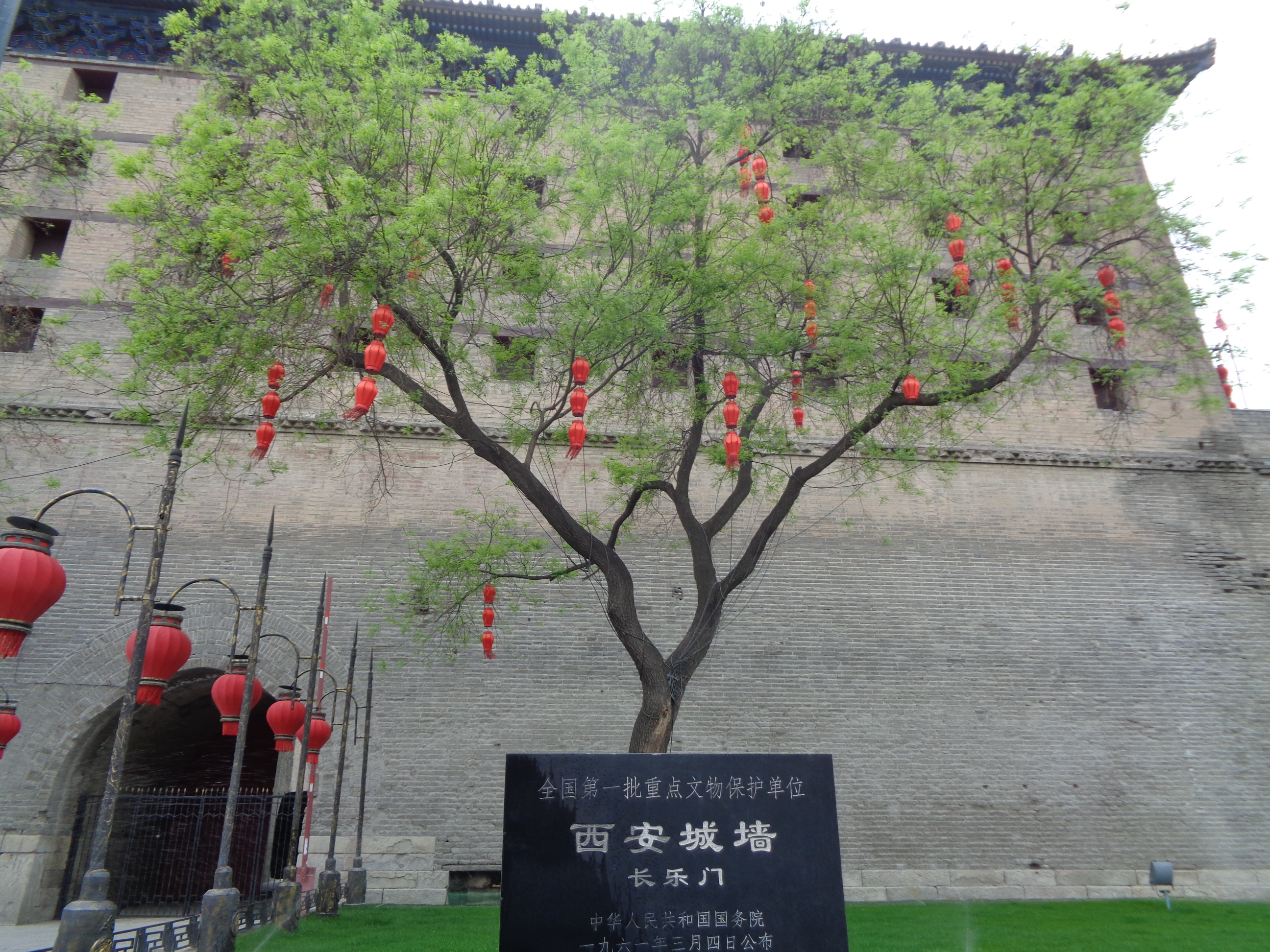
长乐门内，正楼门洞和保护碑